# Adventure World (Shirahama)
Koordinaten: 33° 40′ 4″ N, 135° 22′ 33″ O
Adventure World (japanisch 白浜アドベンチャーワールド Shirahama Adventure World) ist ein weitläufiger Freizeitpark, der sich in Shirahama in der japanischen Präfektur Wakayama auf der Kii-Halbinsel, einer der größten Halbinseln der japanischen Hauptinsel Honshū befindet. Der 80 ha große Freizeitpark stellt eine Kombination eines Zoos, eines Safariparks, eines Schauaquariums und eines mit zahlreichen Attraktionen ausgestatteten Vergnügungsparks dar. Der Freizeitpark ist Mitglied der Japanese Association of Zoos and Aquariums (JAZA). Ein weiterer, als Adventure World bezeichneter Freizeitpark befindet sich in der australischen Stadt Bibra Lake.

## Geschichte
Der Freizeitpark wurde am 22. April 1978 unter dem Namen Nanki Shirahama World Safari eröffnet und später in Adventure World umbenannt. Er wird von Hours Co., Ltd., einer Partnergesellschaft von Marusue Co., Ltd. aus Matsubara verwaltet.

## Freizeitparkbereiche

### Zoo
Auf dem Gelände des Zoos, des Safariparks und des Aquariums werden insgesamt 1400 Tiere in 140 Arten gehalten. Der Zoo ist in mehrere Sektionen unterteilt. In der Abteilung für Raubtiere (Carnivora) werden beispielsweise Löwen (Panthera leo), Königstiger (Panthera tigris tigris) (auch weiße), Geparden (Acinonyx jubatus) und Servale (Leptailurus serval) gehalten. Im Zoo sind auch Seeotter (Enhydra lutris) und Zwergotter (Aonyx cinerea) zu sehen. Die Freianlagen der Paarhufer und der Unpaarhufer werden von Giraffen, Zebras, verschiedenen Antilopen- und Gazellenarten sowie von Wasserbüffeln (Bubalus arnee) bevölkert. Der als gefährdete Tierart geführte Goldtakin (Budorcas bedfordi) kann ebenfalls besichtigt werden.

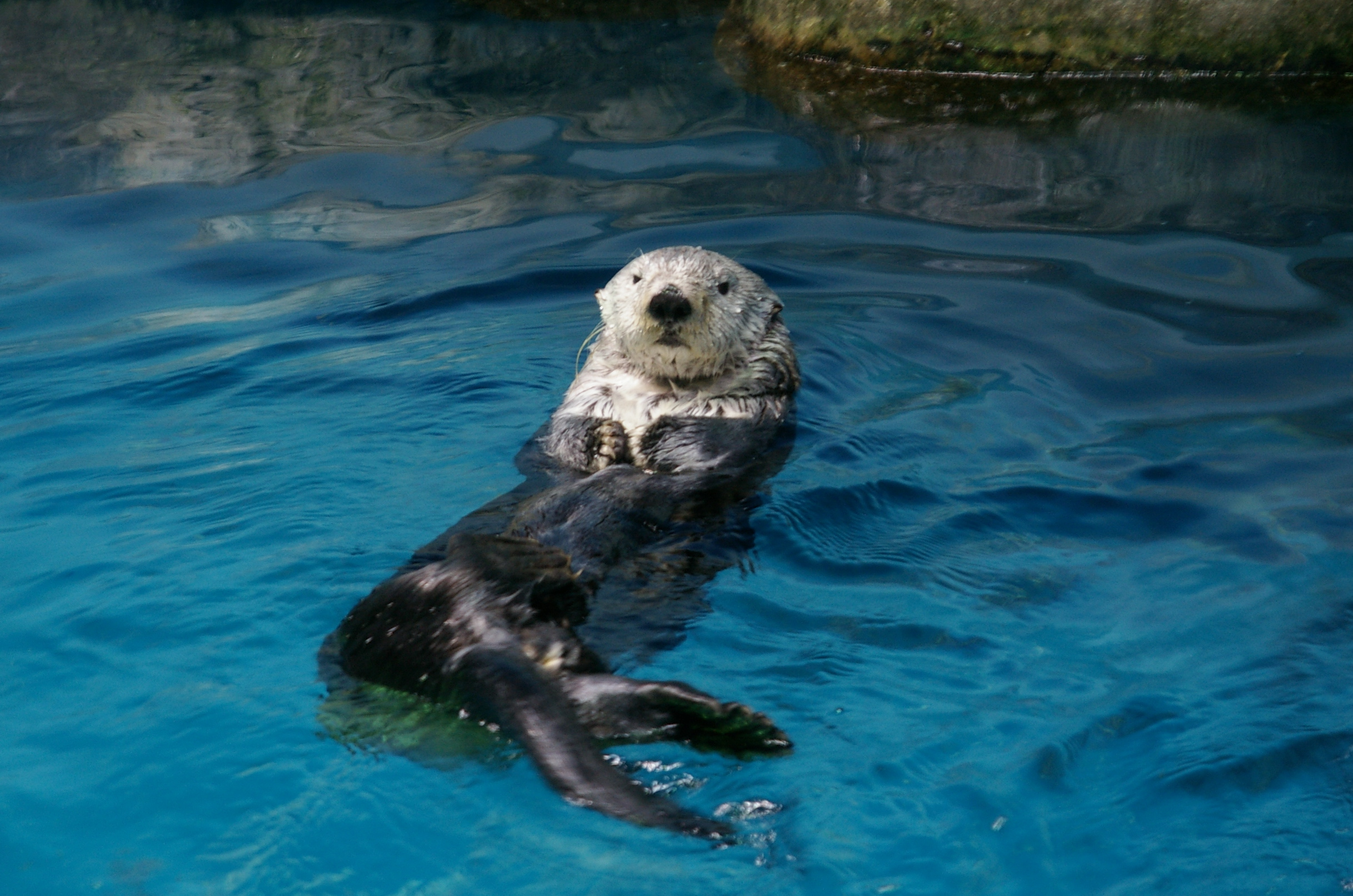
Seeotter
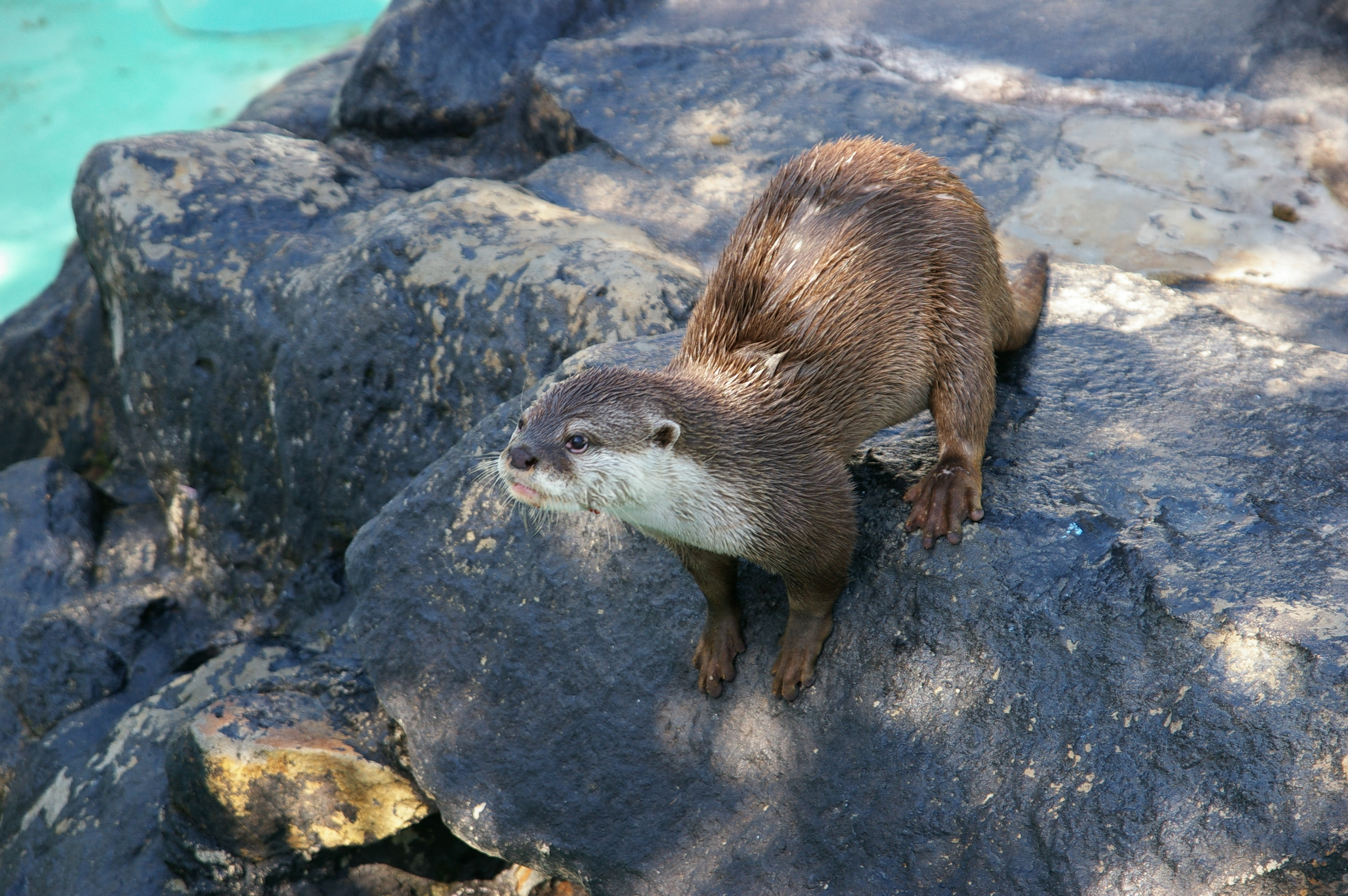
Zwergotter
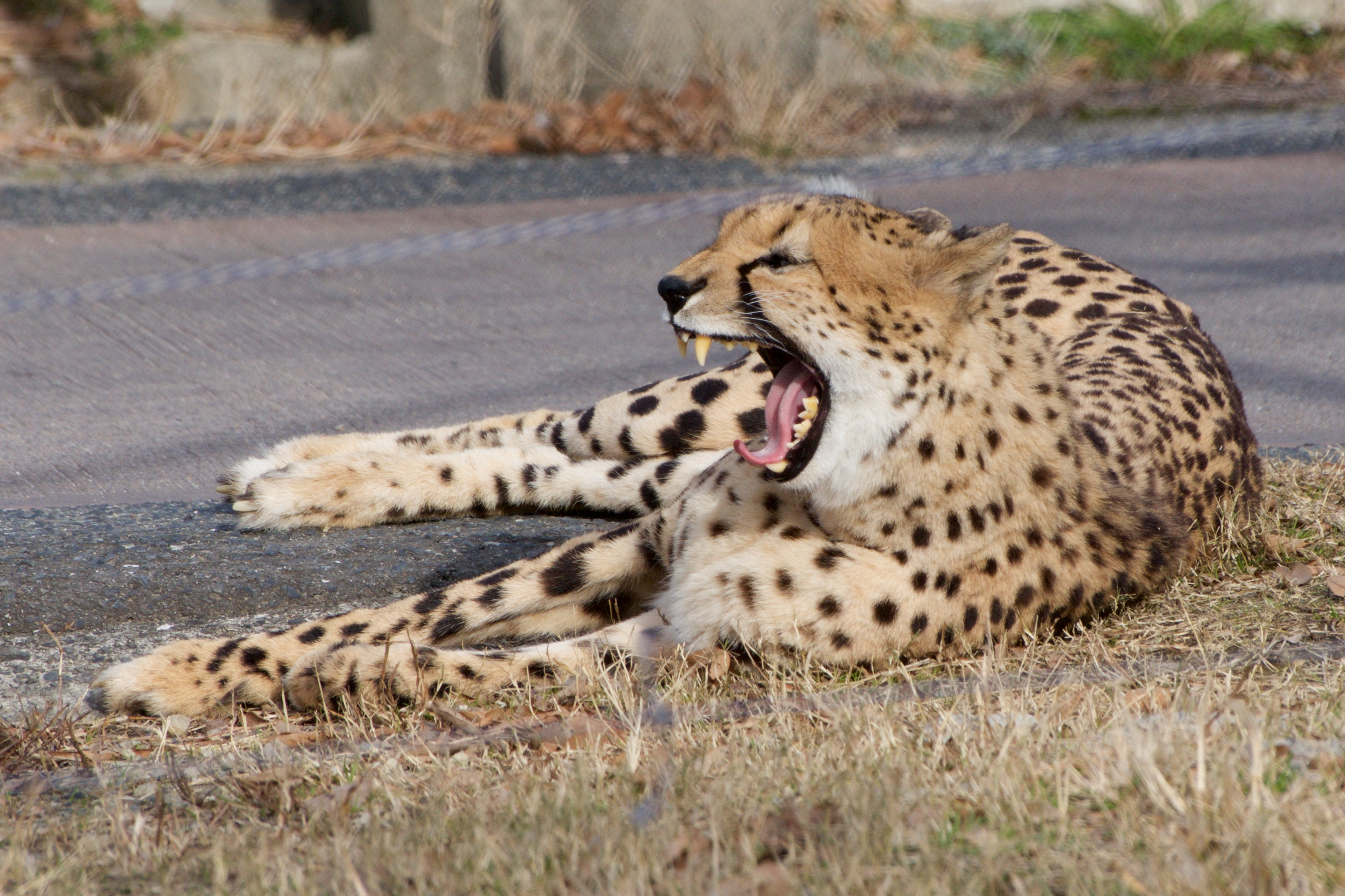
Gepard

Veränderungen im Tierbestand und Modifikationen der Anlagen sowie Anpassungen an die aktuellen Standards der Zootierhaltung werden kontinuierlich durchgeführt. Zu bestimmten Tageszeiten besteht für Besucher die Möglichkeit, ausgewählte Tiere unter Aufsicht der Pfleger zu füttern.

### Pandabären-Zuchtstation
In Adventure World befindet sich die größte Zuchtstation für Riesenpandas (Ailuropoda melanoleuca) außerhalb der Volksrepublik China. Es herrscht eine enge Zusammenarbeit mit der Aufzucht- und Forschungseinrichtung Chengdu Research Base of Giant Panda Breeding in Chengdu. Zwischen 2001 und 2020 wurden 16 in Adventure World geborene Jungtiere erfolgreich aufgezogen, darunter waren fünf Zwillingsgeburten. Alle diese außerhalb Chinas geborenen Jungtiere sind im Besitz der Chengdu Research Base of Giant Panda Breeding. Da Pandabären generell nur gegen eine Gebühr verliehen werden und auch im Ausland geborene Tiere dem Ursprungsland gehören, wurden demzufolge viele der Jungtiere nach wenigen Jahren wieder nach China abgegeben. Von den Besuchern können die Pandabären in Freiluftgehegen beobachtet werden.

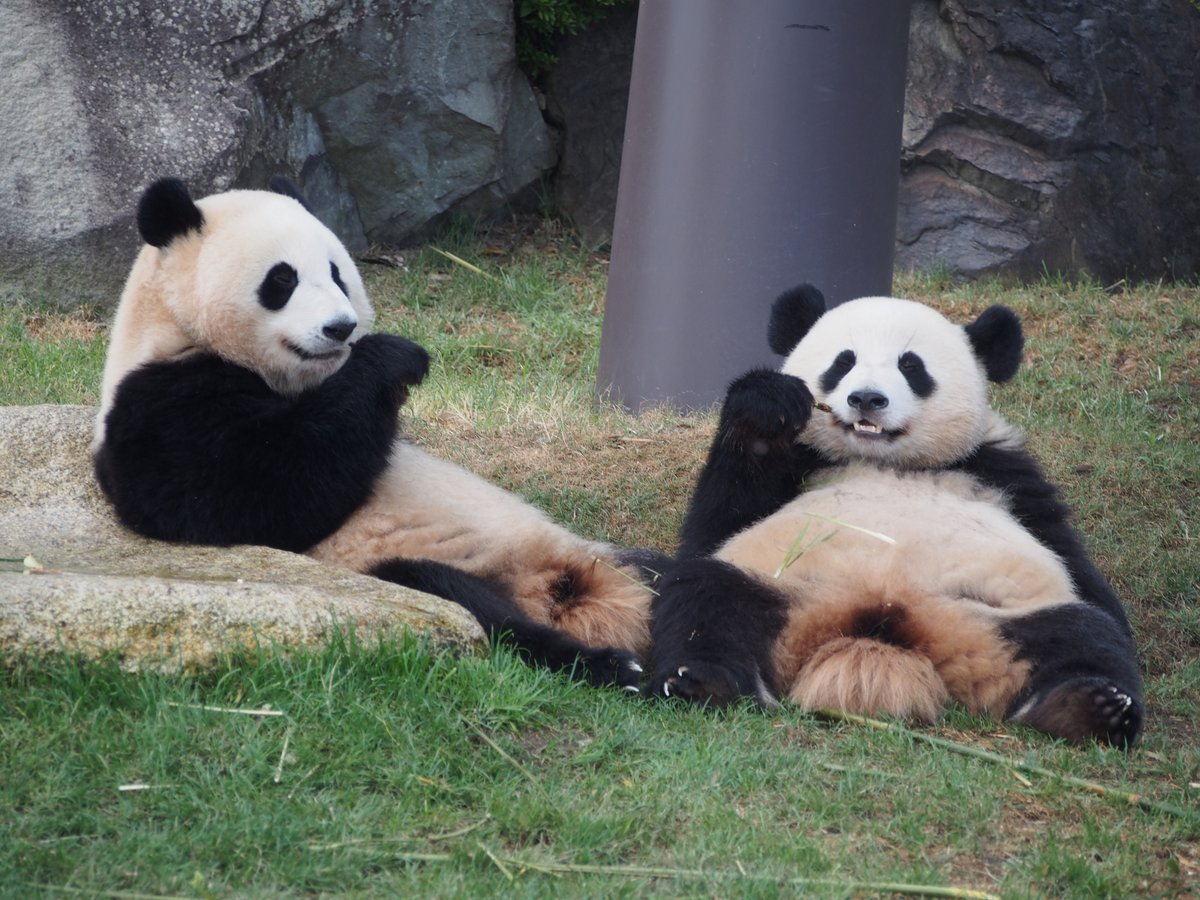
Pandapärchen
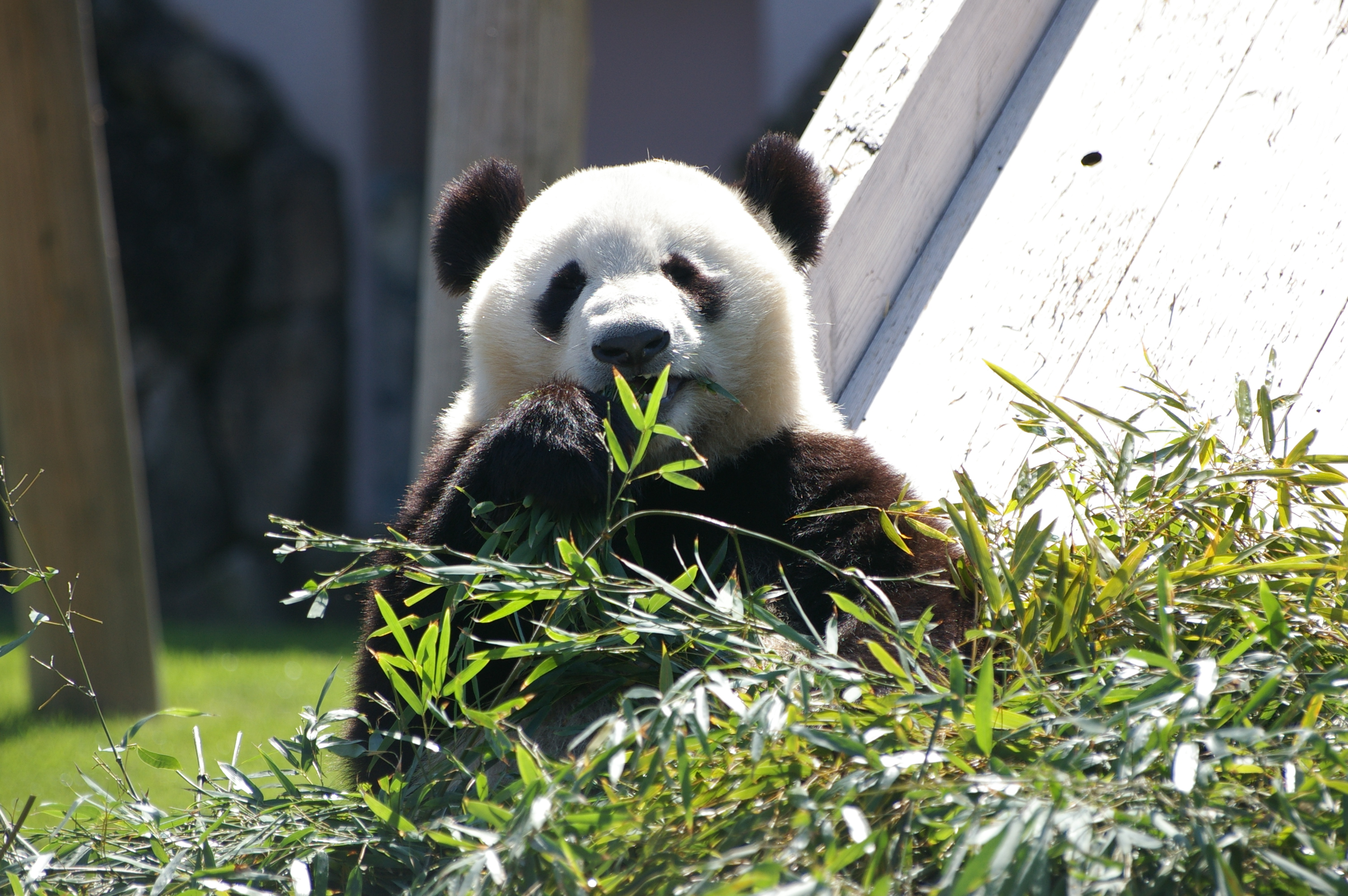
Beim Fressen von Bambusblättern
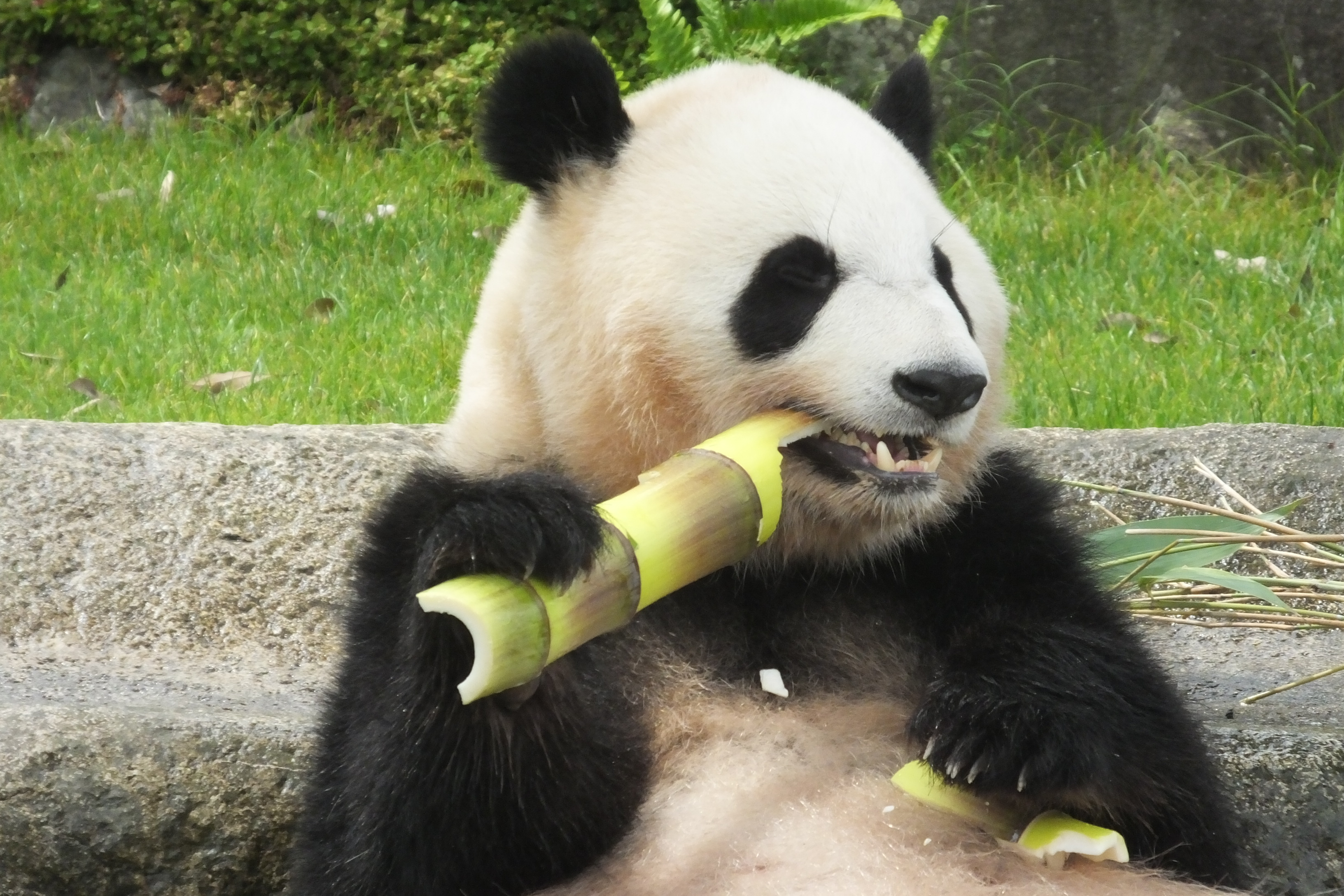
Fressen eines Bambusstrunks
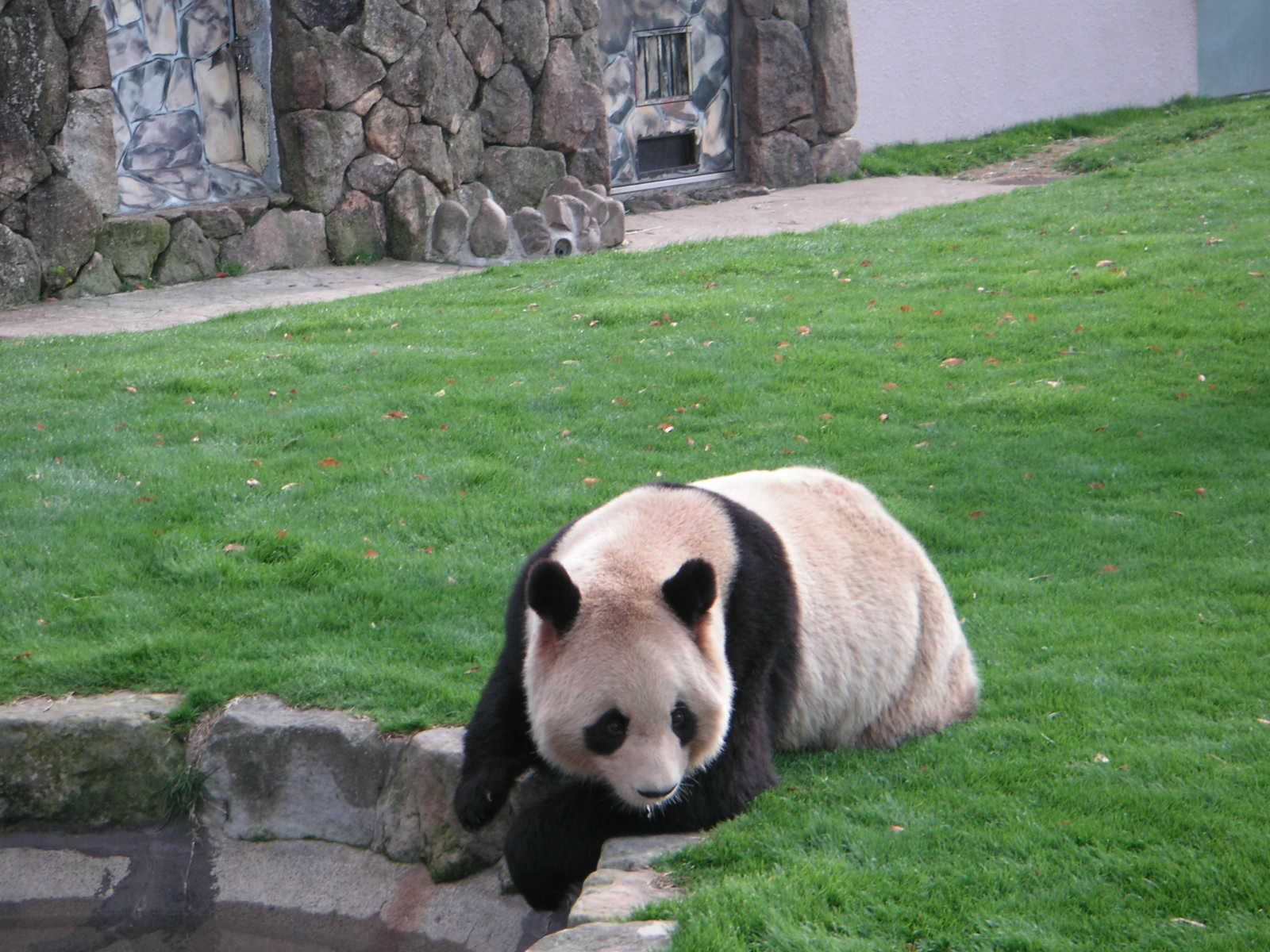
Panda vor Wasserstelle
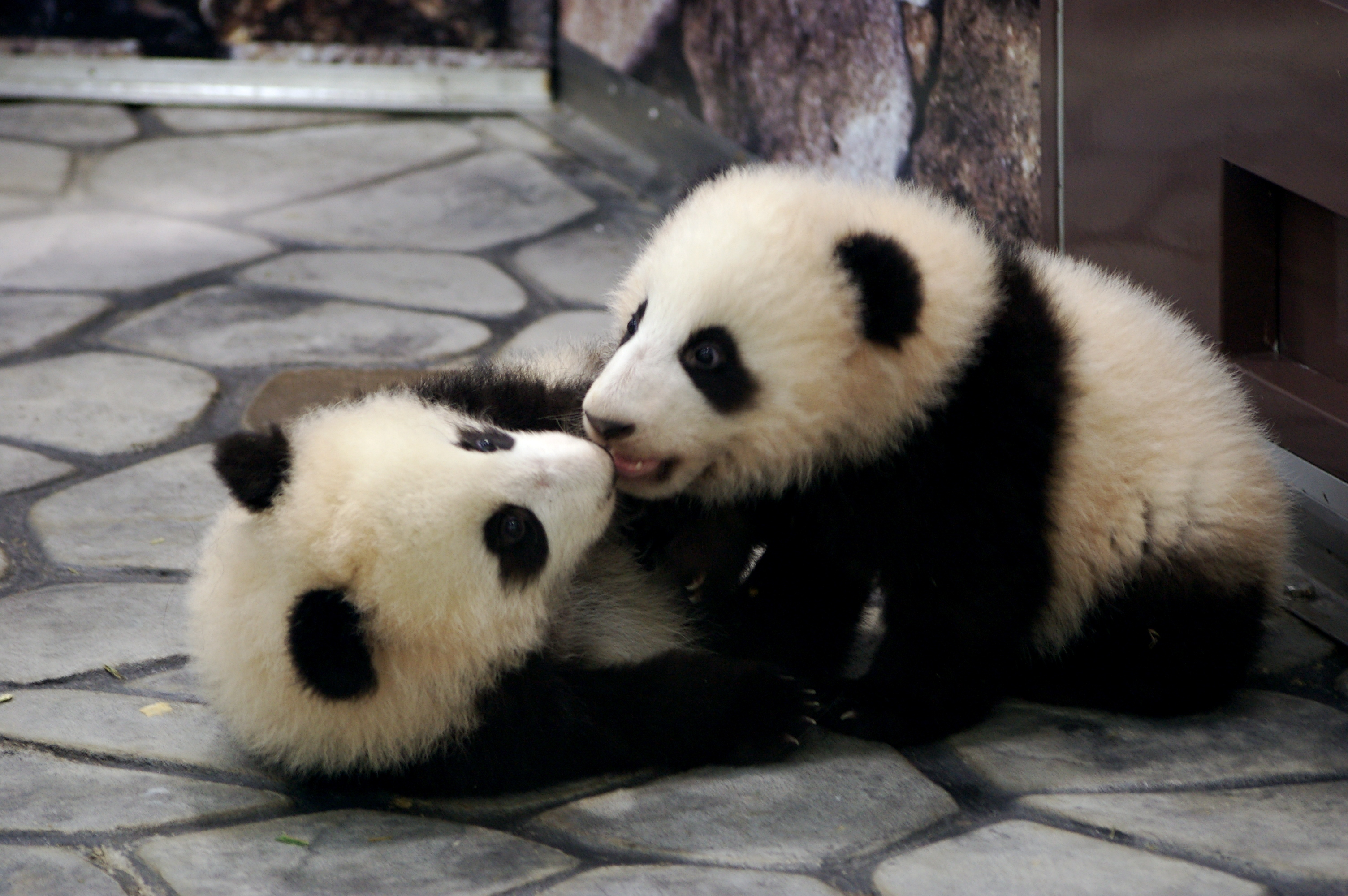
Spielende Jungtiere

### Aquarium
Bei dem Aquarium handelt es sich um einen Meeres-Themenpark. Hauptattraktion ist ein Delphinarium, ein halbkreisförmiges Stadion mit großen Schaubecken, in denen täglich eine 20 Minuten dauernde Vorführung mit Delfinen (Delphinidae) abgehalten wird. Ursprünglich wurden dort auch Shows mit Orcas (Orcinus orca), den Großen Schwertwalen gezeigt. Nach dem Tod des letzten verbliebenen Schwertwals im Jahr 2005 wurden keine neuen Schwertwale angeschafft und die Vorführungen mit dieser Walart wurden beendet. Die Veranstalter folgten damit auch der wiederholt geäußerten Kritik, dass diese Tiere in Gefangenschaft nicht artgerecht gehalten werden können. Neben dem Delphinarium befinden sich Anlagen, in denen Eisbären (Ursus maritimus), Kalifornische Seelöwen (Zalophus californianus), Largha-Robben (Phoca largha) und verschiedene Pinguinarten untergebracht sind, darunter Kaiserpinguine (Aptenodytes forsteri), Humboldt-Pinguine (Spheniscus humboldti), Eselspinguine (Pygoscelis papua), Adeliepinguine (Pygoscelis adeliae), Zügelpinguine (Pygoscelis antarctica) sowie der gefährdete Felsenpinguin (Eudyptes chrysocome).

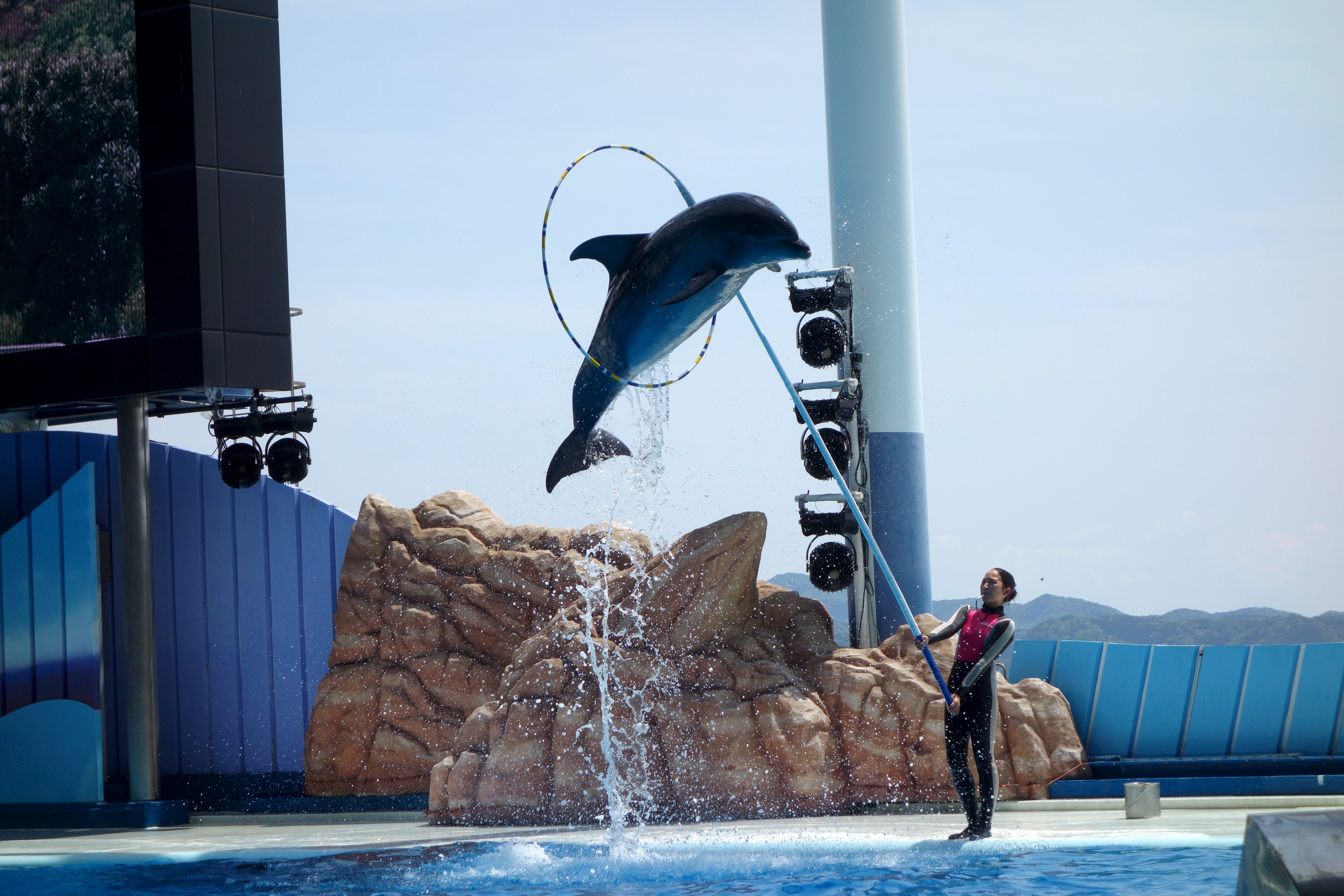
Delfin bei Vorführung
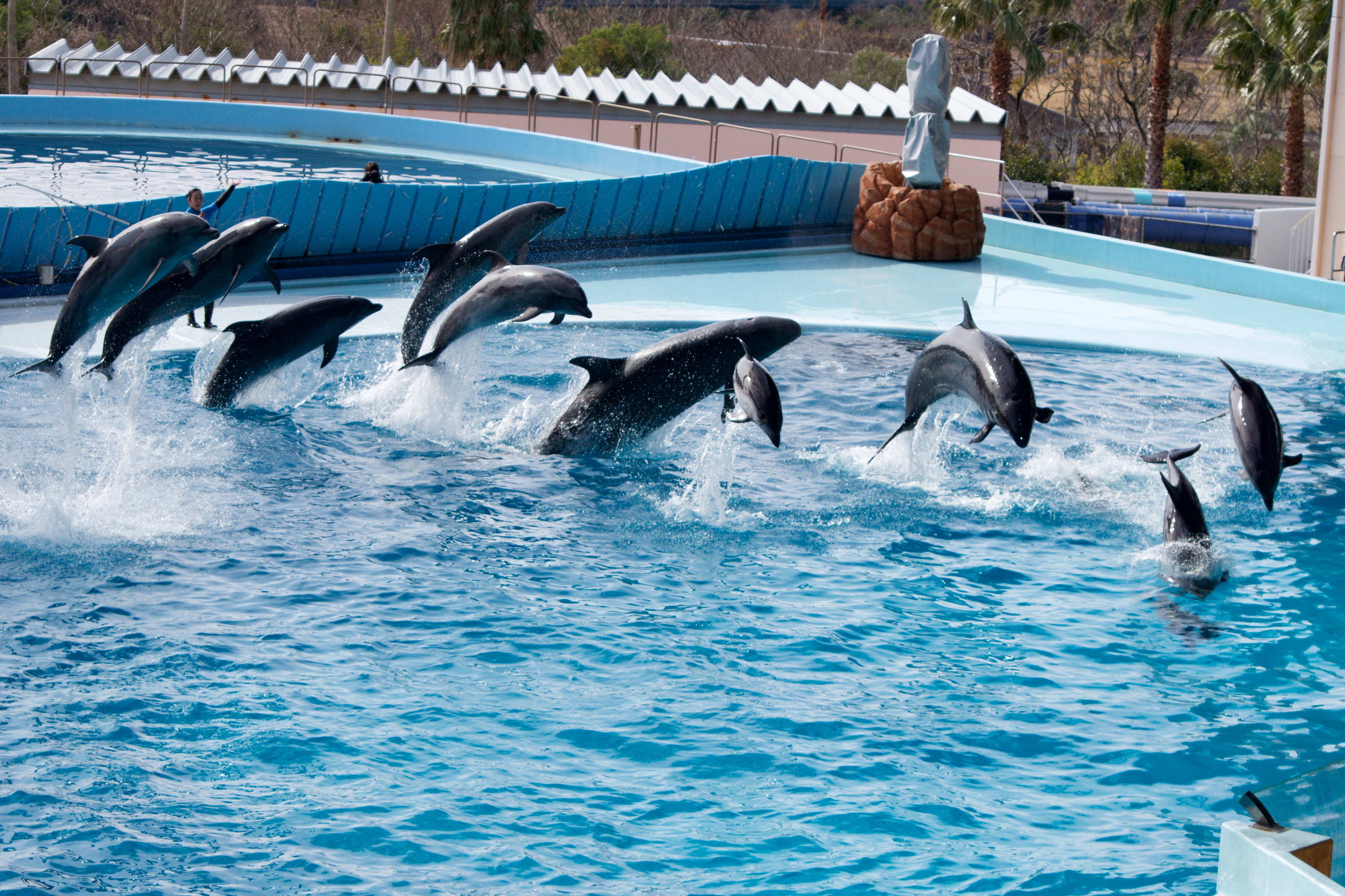
Delfingruppe
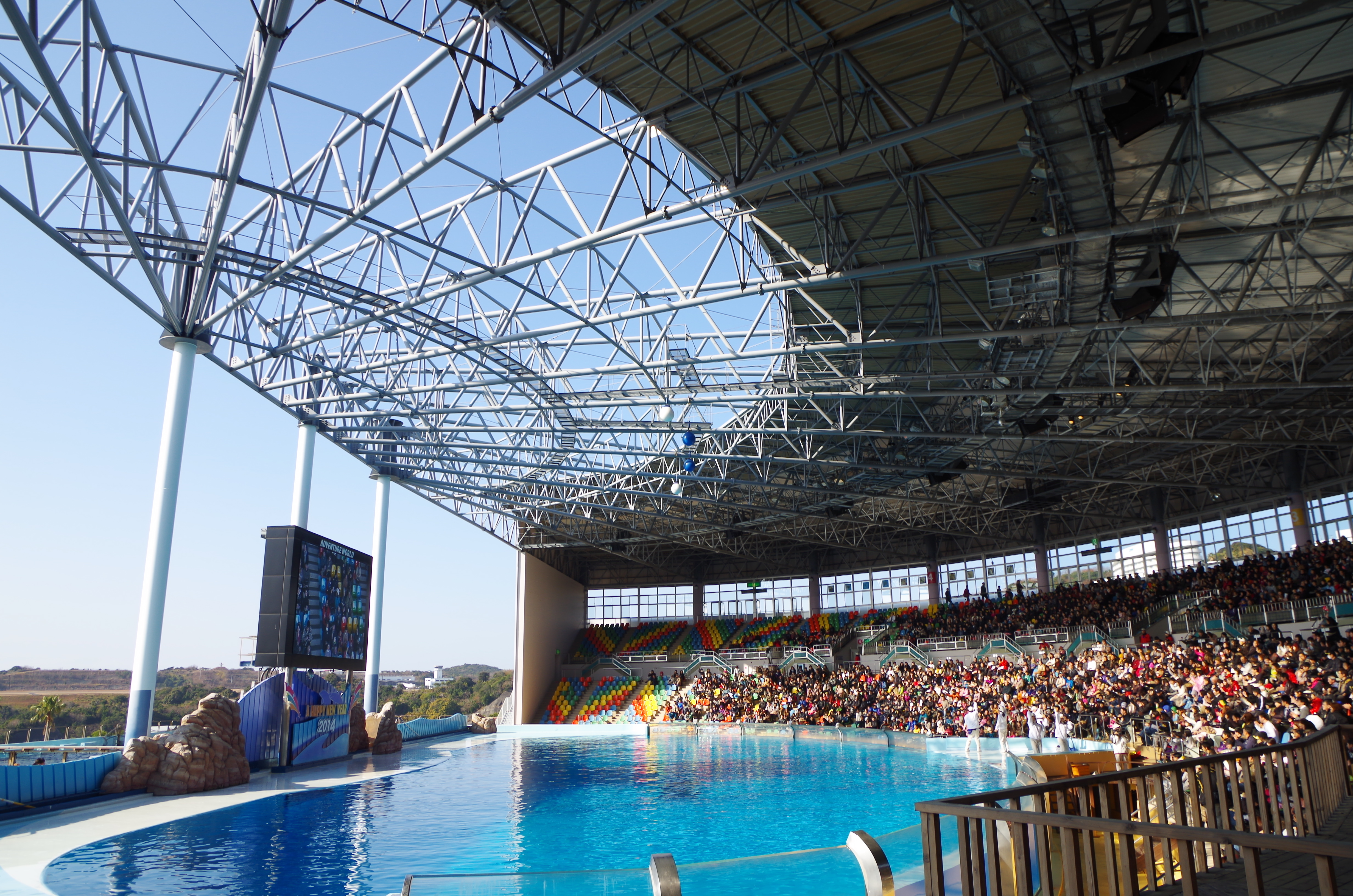
Delphinarium
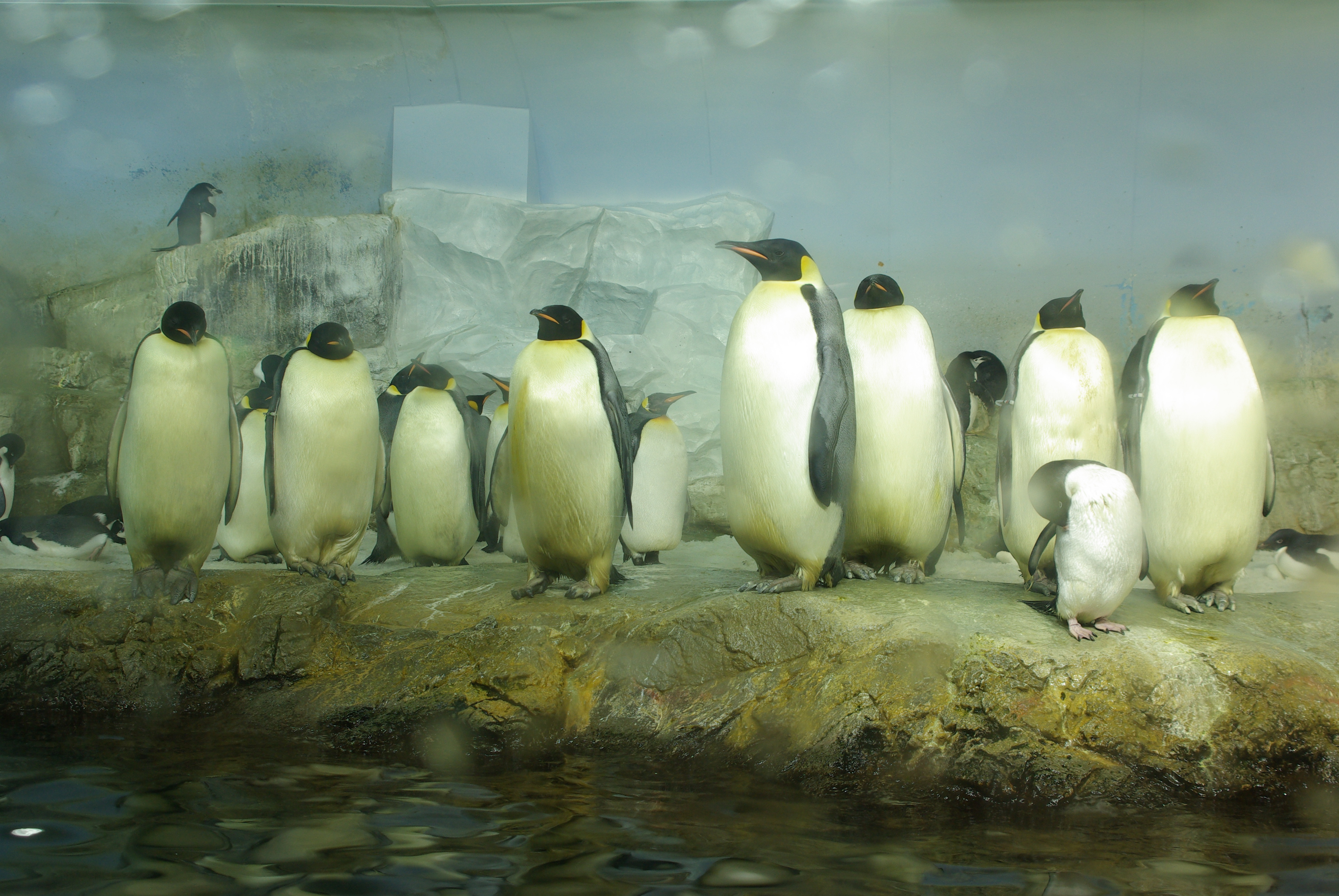
Kaiserpinguine

### Vergnügungspark
Auf  einer Festwiese in Adventure World befinden sich zahlreiche Vergnügungseinrichtungen, dazu zählen ein Riesenrad, Karussells, eine rosafarbene Achterbahn, eine Wildwasserbahn, Autoscooter- und Kartbahnen, ein Fliegerkarussell (Space Fighter-Fahrgeschäft) und weitere Vergnügungsattraktionen. Kinderspielplätze, Erlebnishallen (Kids Jungle), Schaubuden, Schnellrestaurants, Verkaufsstände und Ruhezonen stehen den Besuchern außerdem zur Verfügung.